# Glaukos (Troja)
Glaukos (altgriechisch Γλαῦκος Glaúkos), der Sohn des Antenor und der Theano, war in der griechischen Mythologie ein Trojaner, der am Trojanischen Krieg teilnahm. Sein Bruder hieß Eurymachos.
Weil er Paris nach Griechenland begleitete, der dort die schöne Helena entführte und dies schließlich zum Trojanischen Krieg führte, wurde er von seinem Vater verstoßen. Nach Dictys Cretensis wurde er von Agamemnon durch einen Speer getötet. Dies könnte aber eine Verwechselung mit Glaukos, dem Sohn des Priamos, sein. Andere Quellen berichten, dass Odysseus und Menelaos Glaukos erkannten, als er in das Haus seines Vaters flüchtete. Sie befestigten ein Pantherfell am Eingang und signalisierten so, dass dieses Haus und seine Bewohner verschont bleiben solle.